# Lena Prinoth
Lena Prinoth (* 24. März 2003 in Sterzing) ist eine italienische Nordische Kombiniererin.

## Werdegang
Prinoth, die für den SC Gröden startet, gab am 4. September 2015 im Rahmen des Jugend-Grand-Prix in Oberstdorf ihr internationales Debüt und belegte dabei den letzten Platz in ihrer Alterskategorie. Bei den Nordischen Skispielen der OPA 2016 in Tarvis und Villach wurde sie Elfte im Gundersen Einzel der Schülerinnen sowie Fünfte im Team. Darüber hinaus ging sie auch beim Schülerinnenwettkampf im Spezialsprunglauf an den Start und erreichte dabei den vorletzten Rang. Am 7. August 2017 gewann sie in Klingenthal vor Jenny Nowak und Annika Sieff ihren ersten Wettbewerb im Alpencup, einer Nachwuchswettkampfserie der OPA. Anderthalb Monate später gelang ihr im heimischen Predazzo ein weiterer Alpencup-Sieg. in ihrer Nordischen Skispielen der OPA 2018 in Planica belegte sie den sechsten Platz im Gundersen Einzel, ehe sie tags darauf gemeinsam mit Annika Sieff und Daniela Dejori die Silbermedaille in der Staffel gewann. In den folgenden Jahren trat sie regelmäßig in den internationalen Nachwuchswettkampfserien an und lief dabei unter die besten Zehn. Bei den Nordischen Junioren-Skiweltmeisterschaften 2021 in Lahti zeigte Prinoth eine ausgeglichene Leistung, indem sie im Sprunglauf 21. sowie im Langlauf 20. wurde und somit im Schlussklassement den 20. Platz einnahm. Obwohl Prinoth weder im Continental Cup noch im Weltcup an Wettbewerben teilgenommen hatte, wurde sie für die Nordischen Skiweltmeisterschaften 2021 in Oberstdorf nominiert. Nach dem Sprunglauf lag sie auf Rang 24, doch verbesserte sie sich im Langlauf um zwei Positionen und belegte schließlich den 22. Platz.
Am 4. September 2021 gab Prinoth ihr Debüt im österreichischen Villach im Grand Prix, der höchsten Wettkampfserie im Sommer, und belegte dabei den 16. Platz. Eine Woche später nahm sie an Alpencupwettbewerben teil. Anschließend war Prinoth nicht mehr aktiv.

## Statistik

### Grand-Prix-Platzierungen
| Saison | Platz | Punkte |
| ------ | ----- | ------ |
| 2021   | 25.   | 26     |